# 십자수권
십자수권(十字手拳, 중국어: 死亡魔塔, Enter The Game Of Death)은 대한민국, 홍콩에서 제작된 최우형, 임국상, 조셉 벨라스코 감독의 1978년 영화이다. 여수진 등이 주연으로 출연하였고 김태수 등이 제작에 참여하였다.

## 출연

### 주연
- 여수진
- 여소룡
- 박동룡
- 심상현
- 유성

### 조연
- 마이클 B. 크리스티
- 스티브 제임스
- 로버트 커버
- 남궁훈
- 양사

## 제작진
- 조명: 이기준
- 녹음: 손인호
- 미술: 노인택